# Jeanne Lapoirie
Jeanne Lapoirie (Parigi, 13 aprile 1963) è una direttrice della fotografia francese.
Ha collaborato in particolare con il regista François Ozon, per il quale ha curato la fotografia di cinque film, a partire da Gocce d'acqua su pietre roventi (2000).

## Biografia
Dopo aver compiuto i propri studi all'École Louis-Lumière, Jeanne Lapoirie si forma professionalmente con il direttore della fotografia Thierry Arbogast, lavorando al suo fianco per Nikita (1990) di Luc Besson, Niente baci sulla bocca (1991) e Ma saison préférée (1993) di André Téchiné.
Per Téchiné fotografa due film, L'età acerba (1994), vincitore di quattro Premi César, e Les Voleurs (1996). Nel 1996 cura anche le immagini di A tutta velocità, lungometraggio d'esordio come regista di Gaël Morel, fra gli interpreti protagonisti dell'Età acerba. A fine anni novanta, proprio grazie a Morel entra in contatto con François Ozon, per il quale nel 2000 fotografa Gocce d'acqua su pietre roventi, kammerspiel tratto da un testo di Rainer Werner Fassbinder. È l'inizio di una collaborazione che prosegue negli anni successivi con Sotto la sabbia (la parte invernale del film, mentre quella estiva è fotografata da Antoine Héberlé), 8 donne e un mistero (2002), che vale a Jeanne Lapoirie la candidatura al Premio César per la migliore fotografia, Il tempo che resta (2005) e Ricky - Una storia d'amore e libertà (2009).
Lavora spesso con registe donne, come Léa Pool e Catherine Corsini, in diverse occasioni a opere prime o seconde. È il caso per esempio del film È più facile per un cammello... (2003), esordio registico dell'attrice Valeria Bruni Tedeschi, premiato con il Premio Louis-Delluc per l'opera prima, e del successivo Actrices (2007).
Nel 2008 affianca un altro esordiente di rilievo, il controverso scrittore Michel Houellebecq, per il quale alcuni anni prima si era già occupata della fotografia del cortometraggio La rivière, per la prima volta regista di un lungometraggio con La possibilité d'une île, adattamento cinematografico del suo omonimo romanzo.

## Filmografia

### Cortometraggi
- Gisèle Kérozène, regia di Jan Kounen (1990)
- Comédie musicale, regia di Christian Blanchet (1992)
- Par delà l'ère glacière, regia di Vincent Ravalec (1993)
- Les enfants du charbon, regia di Juliana Reis (1993)
- Armand! Ma promenade!, regia di Marc Bodin-Joyeux (1993)
- Les mots de l'amour, regia di Vincent Ravalec (1994)
- Le banquet, regia di Christel Milhavet (1995)
- Never Twice, regia di Vincent Ravalec (1995)
- Après la pluie, regia di Jacques Dubuisson (1995)
- Le dur métier de policier, regia di Vincent Ravalec (1996)
- La vie à rebours, regia di Gaël Morel (1996)
- Court toujours: L'inconnu, regia di Ismaël Ferroukhi (1996)
- Derrière la porte, regia di Marion Laine (1999)
- 6 Bagatelas, regia di Pedro Costa e Thierry Lounas (2001)
- La rivière, regia di Michel Houellebecq (2001)
- Prêt-à-porter Imm Ali, regia di Dima El-Horr (2003)
- Ramad, regia di Joana Hadjithomas e Khalil Joreige (2003)
- Mon père..., regia di David Léotard (2006)
- La promenade, regia di Marina de Van (2007)
- Ea2, regia di Vincent Dieutre (2008)
- Ea3, regia di Vincent Dieutre (2010)

### Lungometraggi
- Argie, regia di Jorge Blanco (1984)
- L'età acerba (Les Roseaux sauvages), regia di André Téchiné (1994)
- A tutta velocità (À toute vitesse), regia di Gaël Morel (1996)
- Transatlantique, regia di Christine Laurent (1996)
- Tout ce qui brille, regia di Lou Jeunet (1996) (TV)
- Les Voleurs, regia di André Téchiné (1996)
- Alissa, regia di Didier Goldschmidt (1998)
- Emporte-moi, regia di Léa Pool (1999)
- Gocce d'acqua su pietre roventi (Gouttes d'eau sur pierres brûlantes), regia di François Ozon (2000)
- Les Autres filles, regia di Caroline Vignal (2000)
- Sotto la sabbia (Sous la sable), regia di François Ozon (2000) (parte invernale)
- Petit Ben, regia di Ismaël Ferroukhi (2000) (TV)
- La confusion des genres, regia di Ilan Duran Cohen (2000)
- Avec tout mon amour, regia di Amalia Escriva (2001)
- Où gît votre sourire enfoui?, regia di Pedro Costa e Thierry Lounas (2001)
- Imago, regia di Marie Vermillard (2001)
- 8 donne e un mistero (8 Femmes), regia di François Ozon (2002)
- La Merveilleuse Odyssée de l'idiot Toboggan, regia di Vincent Ravalec (2002)
- È più facile per un cammello... (Il est plus facile pour un chameau...), regia di Valeria Bruni Tedeschi (2003)
- Mariées mais pas trop, regia di Catherine Corsini (2003)
- Un goût de sel, regia di Hélène Marini (2003) (TV)
- Quelli che ritornano (Les Revenants), regia di Robin Campillo (2004)
- Il tempo che resta (Le temps qui reste), regia di François Ozon (2005)
- A Perfect Day, regia di Joana Hadjithomas e Khalil Joreige (2005)
- Amazonie, la vie au bout des doigts, regia di Stephanie Pommez (2005) (TV)
- Cabaret Paradis, regia di Corinne Benizio e Gilles Benizio (2006)
- Fragments sur la grâce, regia di Vincent Dieutre (2006)
- Actrices, regia di Valeria Bruni Tedeschi (2007)
- La Possibilité d'une île, regia di Michel Houellebecq (2008)
- Parc, regia di Arnaud des Pallières (2008)
- Ricky - Una storia d'amore e libertà (Ricky), regia di François Ozon (2009)
- Avant poste, regia di Emmanuel Parraud (2009)
- Independencia, regia di Raya Martin (2009)
- Crossdresser, regia di Chantal Poupaud (2009)
- Suite parlée, regia di Joël Brisse e Marie Vermillard (2010)
- Quartier lointain, regia di Sam Garbarski (2010)
- Viviane (Gett), regia di Ronit Elkabetz e Shlomi Elkabetz (2014)
- 120 battiti al minuto (120 battements par minute), regia di Robin Campillo (2017)
- Lola Pater, regia di Nadir Moknèche (2017)
- Benedetta, regia di Paul Verhoeven (2021)
- La Fracture, regia di Catherine Corsini (2021)
- Le Retour, regia di Catherine Corsini (2023)
- Ancora un'estate (L'Été dernier), regia di Catherine Breillat (2023)
- Enzo, regia di Robin Campillo (2025)